# Kunst und Albers

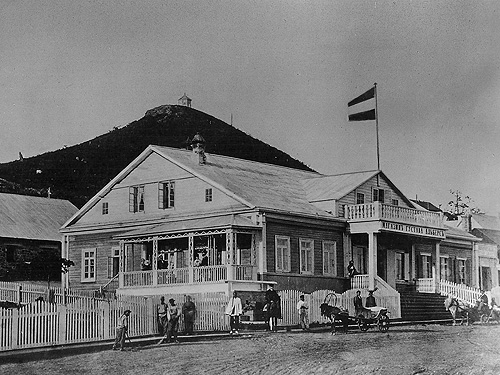
Das Kaufhaus aus Holz 1876

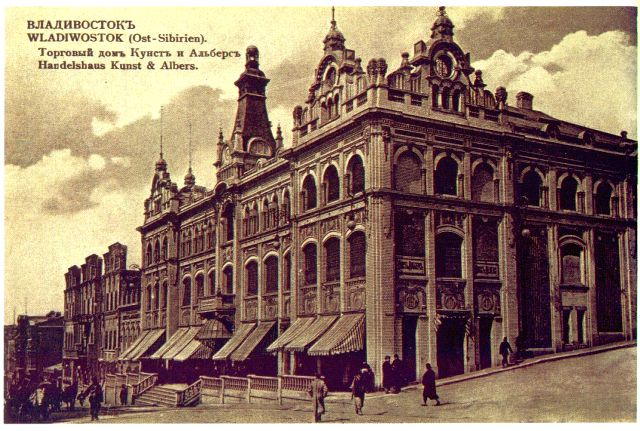
Der Neubau von 1907

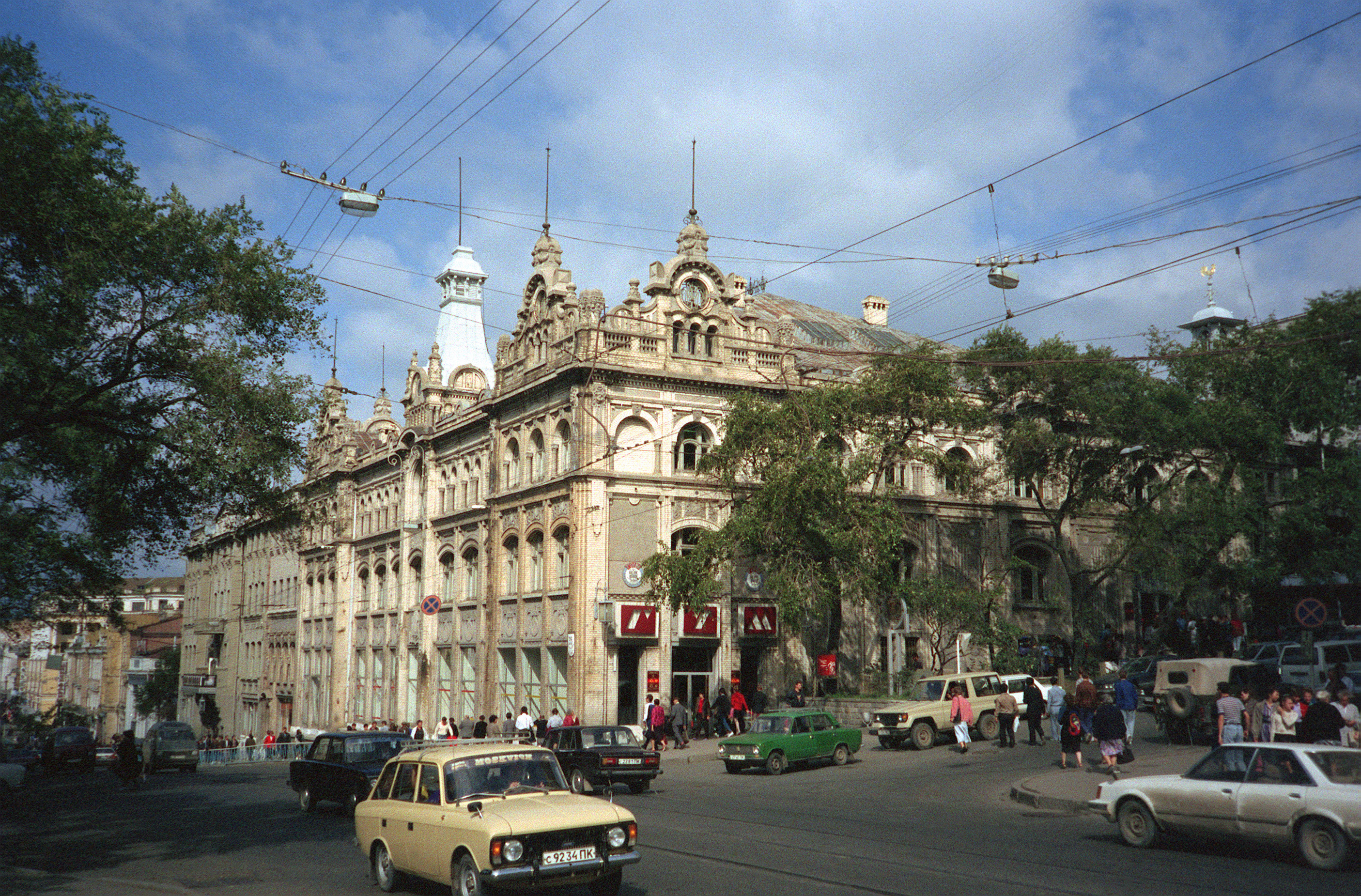
Das ehemalige Kaufhaus Kunst & Albers unter neuem Namen (Schriftzug „ГУМ“ auf roten Quadraten über dem Eingang) (1992)

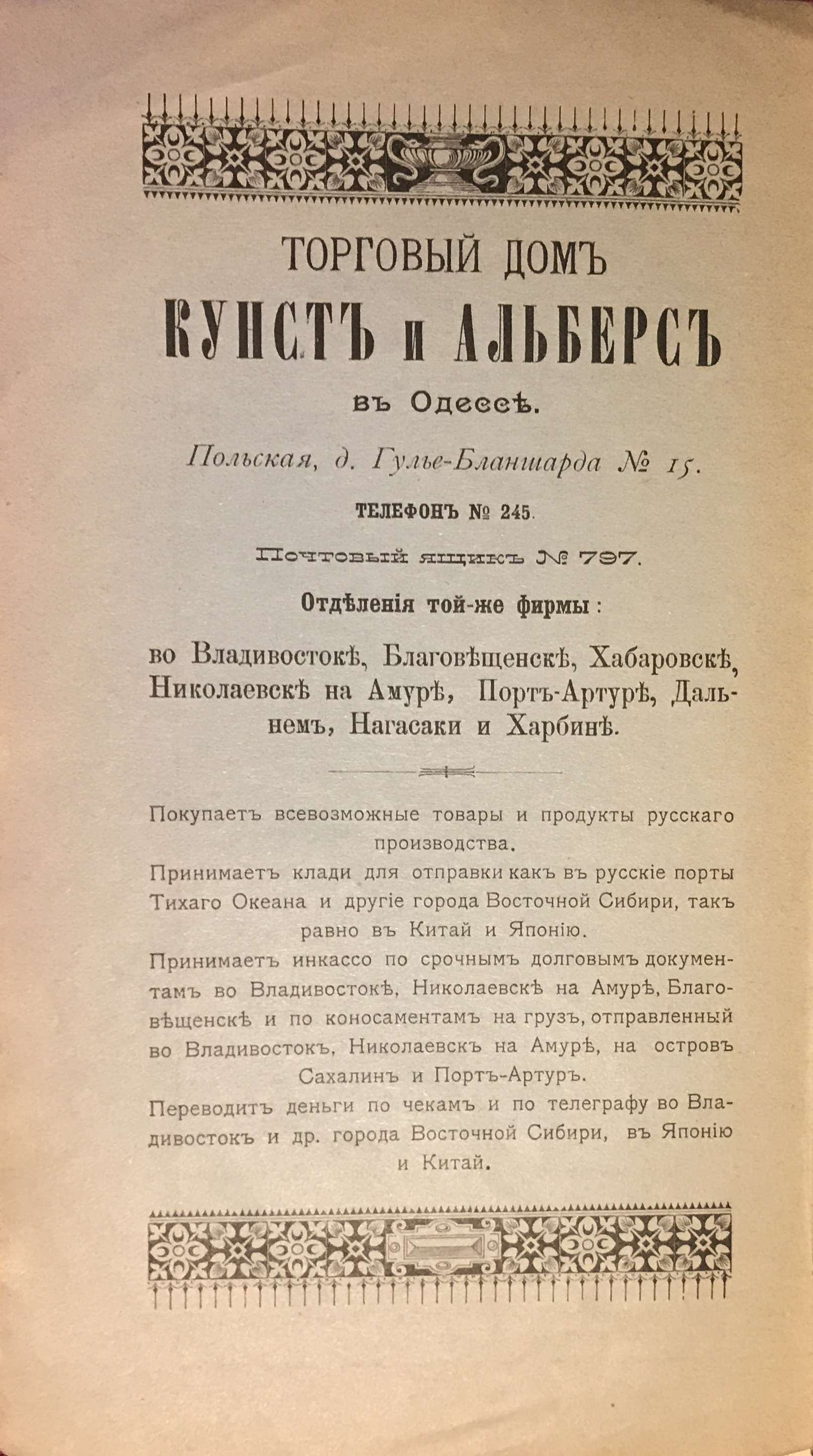
Werbung des Unternehmens im Reiseführer des ROPiT, Ausgabe 1902 (130 × 230 mm)

Kunst und Albers (auch Kunst & Albers) war ein deutsches Handelsunternehmen in Russland. Es betrieb das erste von dem Kaufmann Gustav Kunst und dem Seemann Gustav Albers gegründete Kaufhaus in Wladiwostok. Es entwickelte sich zeitweise zum regionalen Handelsimperium und war das größte Handelshaus im Russischen Fernen Osten.

## Geschichte
1864 zählte Wladiwostok 44 Holzhäuser. Am 16. September 1864 traf dort Gustav Albers (1838–1911), ein Seemann und Sohn eines Juweliers aus Hamburg, mit der Schonerbrigg Meta ein. Kurz zuvor hatte er in Shanghai den Hamburger Kaufmann Gustav Kunst (1836–1905) kennengelernt. Albers brachte haltbare Lebensmittel und Baumaterial von Bord. Albers und Kunst beschlossen, gemeinsam Handel zu treiben.
1865 wurde das erste Holzhaus als Geschäftsgebäude gebaut. 1875 trat Adolph Dattan (1854–1924), der aus Rudersdorf in Thüringen stammte und für Albers’ Bruder in Hamburg als Buchhalter gearbeitet hatte, in das Unternehmen ein. 1884 wurde das erste Kaufhaus aus Stein errichtet. Alle Baumaterialien bis auf die Ziegelsteine waren aus Hamburg per Schiff herangeschafft worden. Das Kaufhaus verfügte über 18 Verkaufsabteilungen.
1891 begann in Wladiwostok der Bau der Transsibirischen Eisenbahn in westlicher Richtung, was einen wirtschaftlichen Boom für die Stadt und das Kaufhaus zur Folge hatte. Gustav Kunst schied 1898 aus dem Unternehmen aus und lebte anschließend auf Hawaii und Samoa. Dattan wurde Teilhaber und 1914 wegen seiner Verdienste um die Entwicklung der Region Primorje in den russischen Adelstand erhoben. Zum Unternehmen gehörte auch ein Bankkontor. Kunden konnten Gelder mittels Schecks auch nach Japan und China transferieren (siehe Anzeige).
Dattan unternahm im Rahmen seiner Geschäftstätigkeit auch zahlreiche Reisen, auf denen er unter anderem Exponate sammelte, die er dann verschiedenen europäischen Museen stiftete. Eine große ethnologische Sammlung befindet sich im Museum für Völkerkunde in Wien, eine zoologische Sammlung übereignete Dattan dem Naturhistorischen Museum in Braunschweig. Seine Reisen und Stiftungen brachten ihm den Ruf eines Forschungsreisenden ein. (→ Liste der Entdecker)
1907 errichtete der deutsche Architekt Georg Junghändel, der auch die Pauluskirche in Wladiwostok plante, einen Warenhaus-Neubau im Jugendstil in der Swetlanskaja Uliza. Es gilt als schönstes Gebäude der Stadt und dient bis heute als Wladiwostoker Kaufhaus GUM. Für Adolph Dattan baute Junghändel eine elegante Stadtvilla gegenüber dem Kaufhaus.
1914 hatte Kunst und Albers 32 Niederlassungen, darunter auch in Port Arthur (heute: Lüshunkou), Charbin und Nagasaki.
Im Ersten Weltkrieg versiegte die Wareneinfuhr aus Deutschland. Der Firma wurde in vielfachen Publikationen unterstellt, ein deutsches Spionage-Netzwerk zu betreiben. Federführend war dabei der Publizist Ferdynand Antoni Ossendowski. George F. Kennan schrieb darüber in den 1950er Jahren: „Es ist fraglich, ob die Geschichte des Journalismus ein anderes Beispiel eines persönlichen Rachefeldzuges kennt, der brutaler und langfristiger geführt worden wäre als dieser.“ Adolph Dattan wurde 1915 nach Sibirien verbannt; er kehrte erst 1919/20 im Alter von 65 Jahren nach Wladiwostok zurück. Alfred Albers (1877–1960), der Sohn von Gustav Albers und Juniorchef der Firma, wurde zum zaristischen Militär eingezogen.
Die Niederlassungen wurden zum Teil zerstört, zum Teil enteignet. Unter den Bolschewiki wurde das Unternehmen schließlich vollständig enteignet. 1924 gab Alfred Albers das Unternehmen in Wladiwostok faktisch auf und verlagerte seinen Schwerpunkt nach China. Adolph Dattan starb im selben Jahr in Naumburg.
1930 musste das Handelshaus in Wladiwostok aufgrund übermäßiger Steuerforderungen der Sowjet-Behörden schließen, ein Jahr später schloss auch das Schifffahrts-Kontor. In China betätigte sich die Firma unter der Leitung von Georg von Dattan vorrangig im Großhandel und als Generalvertretung deutscher Unternehmen. Mit der Zeit entstanden zehn Filialen zwischen Amur und Hongkong. Mit Beginn des Zweiten Weltkriegs kam dieses Geschäft zum Erliegen. Alfred Albers betrieb nach dem Krieg von Hamburg aus unter dem bekannten Firmennamen Außenhandelsgeschäfte. Mit seinem Tod 1960 endet die Geschichte der Firma.

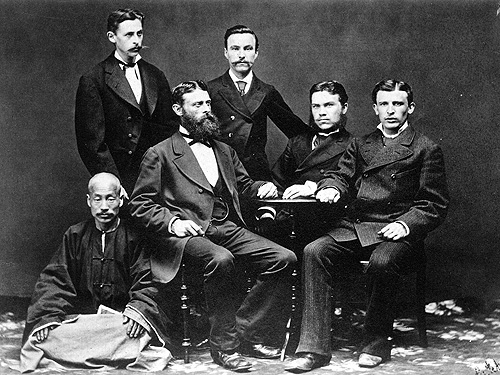
Die Unternehmensleitung 1880: Am Tisch sitzend Gustav Albers, Gustav Kunst und Adolph Dattan (v. l. n. r.)
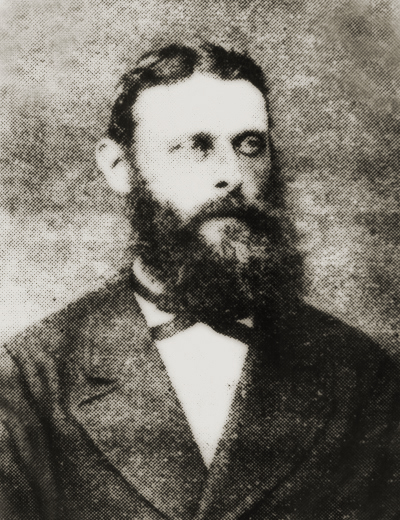
Gustav Albers (1838–1911) war als Seemann nach Wladiwostok gekommen
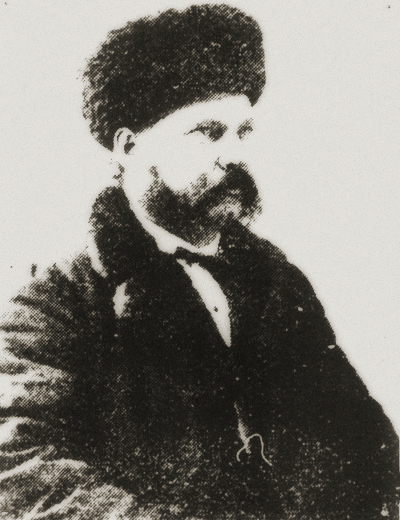
Gustav Kunst (1836–1905) war ein Kaufmann aus Hamburg
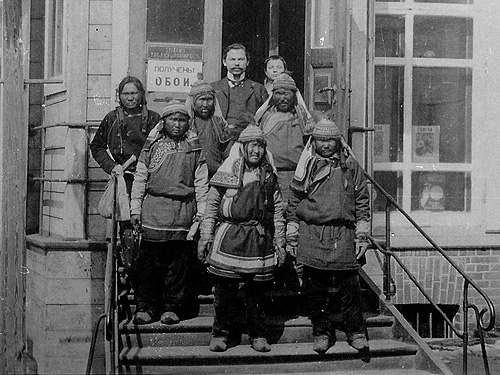
Kunden vom Volk der Nanai vor der Filiale der Firma in Chabarowsk, ca. 1900
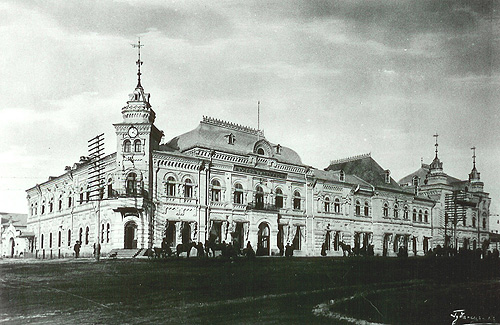
Die Filiale von Kunst & Albers in Blagoweschtschensk, 1911